# Paulina Porizkova
Paulina Porizkova (nacida como Pavlína Pořízková AFI: [ˈpavli:na ˈpor̝i:skova:], 9 de abril de 1965) es una modelo y actriz originaria de la República Checa, con nacionalidad sueca y estadounidense.

## Infancia y juventud

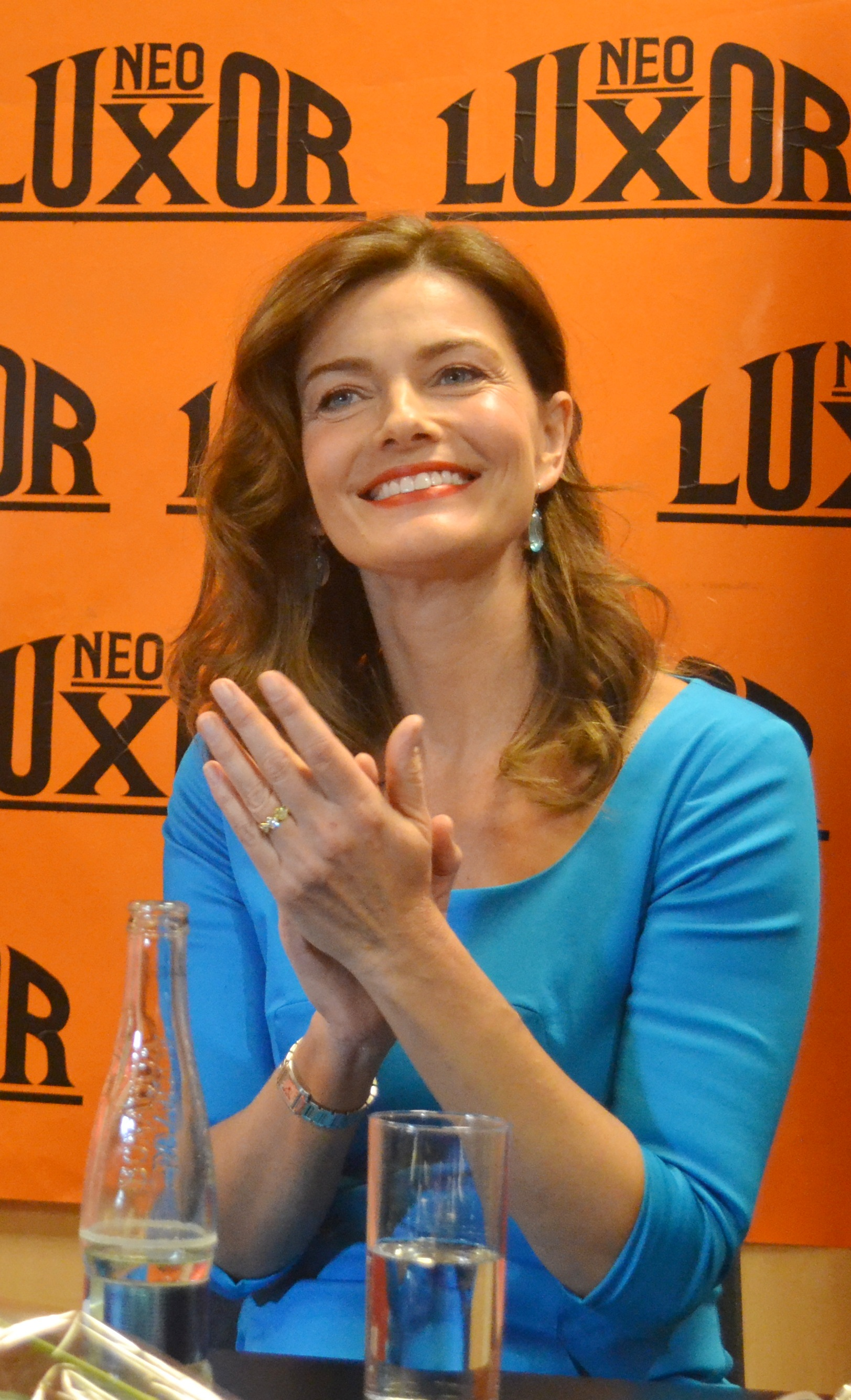
Pavlína Pořízková en 2014.

Nacida en Prostějov, Checoslovaquia, Paulina era solo una niña cuando sus padres, Jirí y Anna, se mudaron a Lund, Suecia, huyendo de la invasión del Pacto de Varsovia en 1968. Dejaron a su hija al cuidado de su abuela, creyendo que podría ser retirada más tarde. Sin embargo, las autoridades no permitieron esto y la batalla por Paulina fue ampliamente publicitada por la prensa sueca, convirtiéndola en una especie de celebridad. Luego de un fallido intento de rescate, en el cual su madre fue detenida por la policía nacional, la familia Pořizková pudo reencontrarse tras siete años gracias a la presión política internacional dirigida por Olof Palme.
La reunión terminó al poco tiempo, cuando el marido se marchó y la pareja se divorció. Esto permitió a la madre de Paulina financiar sus propios estudios de medicina, dejando a sus dos hijos cuidándose solos. A Paulina no le gustó su estancia en Suecia, ya que sus pares la hostigaban por su pobre condición de refugiada política.

## Actuación
Paulina es conocida por aparecer como personaje principal en el video de la canción  "Drive" de The Cars, clásico de la década de 1980. Su mayor éxito cinematográfico, fue protagonizar junto a Tom Selleck la película "Her Alibi" (1989). Participó junto a Thomas Jane en la película "Thursday", película de acción rodada en 1998 en Estados Unidos por el director Skip Woods.
Porizkova fue parte del jurado en las temporadas 10, 11 y 12 del reality show America's Next Top Model. También hizo una breve aparición en la sexta temporada de la serie Mujeres Desesperadas, interpretándose a ella misma.
Apareció en la temporada 5 episodio 3 de RuPaul's Drag Race como jueza especial junto a Nicole "Coco" Austin.

## Filmografía
| Film             | Film                                      | Film               | Film                                          |
| Año              | Film                                      | Rol                | Notas                                         |
| ---------------- | ----------------------------------------- | ------------------ | --------------------------------------------- |
| 1987             | Anna                                      | Krystyna           |                                               |
| 1989             | Her Alibi                                 | Nina Lonescu       |                                               |
| 1993             | Arizona Dream                             | Millie             |                                               |
| 1996             | Female Perversions                        | Langley Flynn      |                                               |
| 1996             | Wedding Bell Blues                        | Tanya Touchev      |                                               |
| 1998             | Long Time Since                           | Diane Thwaite      |                                               |
| 1998             | Thursday                                  | Dallas             |                                               |
| 2000             | The Intern                                | Chi Chi Chemise    |                                               |
| 2001             | Dark Asylum                               | Dra. Maggie Bellum |                                               |
| 2004             | Knots                                     | Lily Kildear       |                                               |
| 2012             | About Face: The Supermodels, Then and Now | Ella misma         | Documental                                    |
| 2017             | Kevyn Aucoin Beauty & The Beast in Me     | Ella misma         | Documental                                    |
| Televisión       |                                           |                    |                                               |
| Año              | Título                                    | Rol                | Notas                                         |
| 1987             | Saturday Night Live                       | Ella misma         | "Bronson Pinchot" (temporada 12: episodio 11) |
| 2008–2010        | America's Next Top Model                  | Jueza              | Jueza para los ciclos 10–12                   |
| 2009–2010        | As the World Turns                        | Clarissa           |                                               |
| 2010             | Desperate Housewives                      | Ella misma         |                                               |
| 2013             | Rupaul's Drag Race                        | Ella misma         | "Draggle Rock" (temporada 5: episodio 3)      |
| 2015             | The Mysteries of Laura                    | Charlotte Bernice  |                                               |
| 2016             | Nightcap                                  | Ana                |                                               |
| 2017             | Bull                                      | Nella Wester       | Episodio: "Dressed to Kill"                   |
| 2022             | Beyond the Edge                           | Ella misma         |                                               |
| Videos musicales |                                           |                    |                                               |
| Año              | Título                                    | Rol                | Notas                                         |
| 1984             | "Drive" (The Cars)                        | Ella misma         |                                               |